# Sutamarchán

Localização de Sutamarchan no departamento de Boyacá.

Sutamarchan é um município no departamento de Boyacá, na Colômbia.